# Museu José Antônio Pereira
O Museu José Antônio Pereira é um museu que está localizado na cidade de Campo Grande, no Mato Grosso do Sul. Seu nome é uma homenagem ao fundador da cidade, José Antônio Pereira. Em 1966 a área aonde se localiza o museu de arquitetura rural do século XIX, antes sede da Fazenda Bálsamo, aonde residia a família do fundador da cidade, foi doada a prefeitura. Suas instalações foram doados tempos depois pelo fundador da cidade a um dos seus filhos.
Conta a história da capital de Mato Grosso do Sul e é basicamente frequentado por turistas. Nele encontra-se objetos pessoais da família, como utensílios domésticos, carro de boi e um monjolo. O museu está localizado na antiga sede da Fazenda Bálsamo, propriedade do fundador de Campo Grande, e oferece aos seus visitantes uma "volta" a meados do século XIX, através de uma "construção de barro de sopapo" ou "pau a pique".

## Galeria de imagens

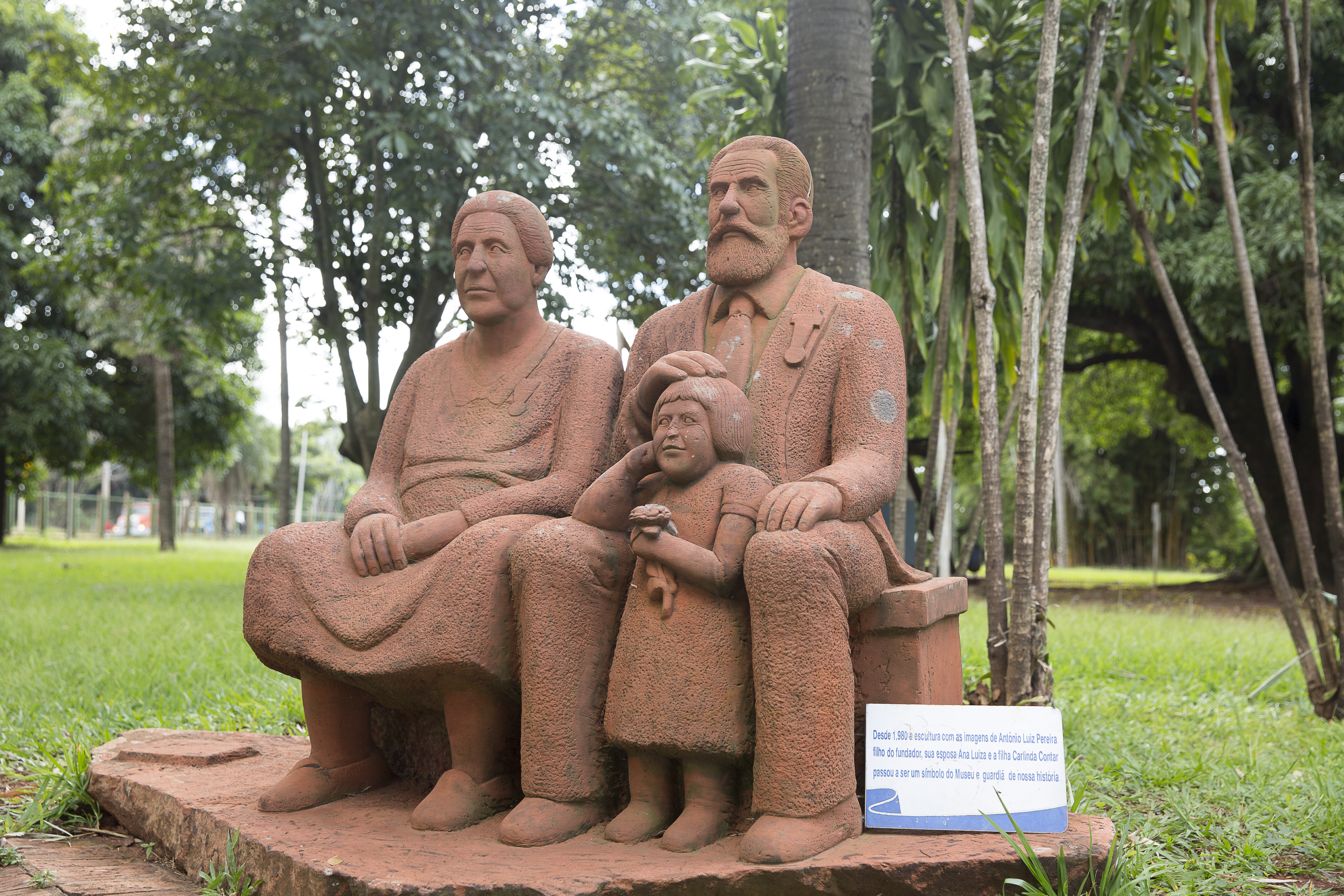
Escultura retratando o Antônio Luiz, esposa Anna Luiza e a filha Carlinda, de autoria do artista plástico José Carlos da Silva “Índio”

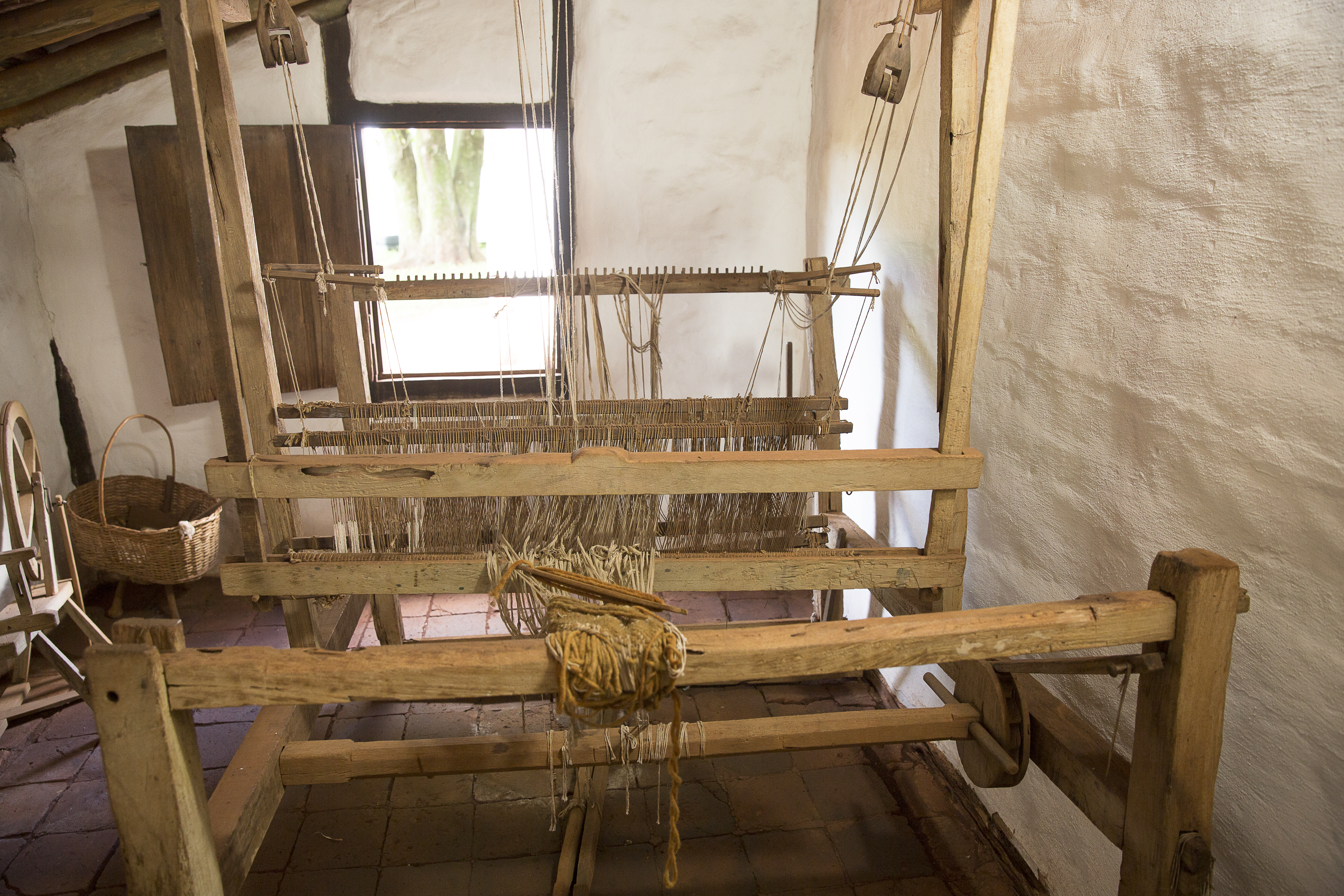
Tear do Museu

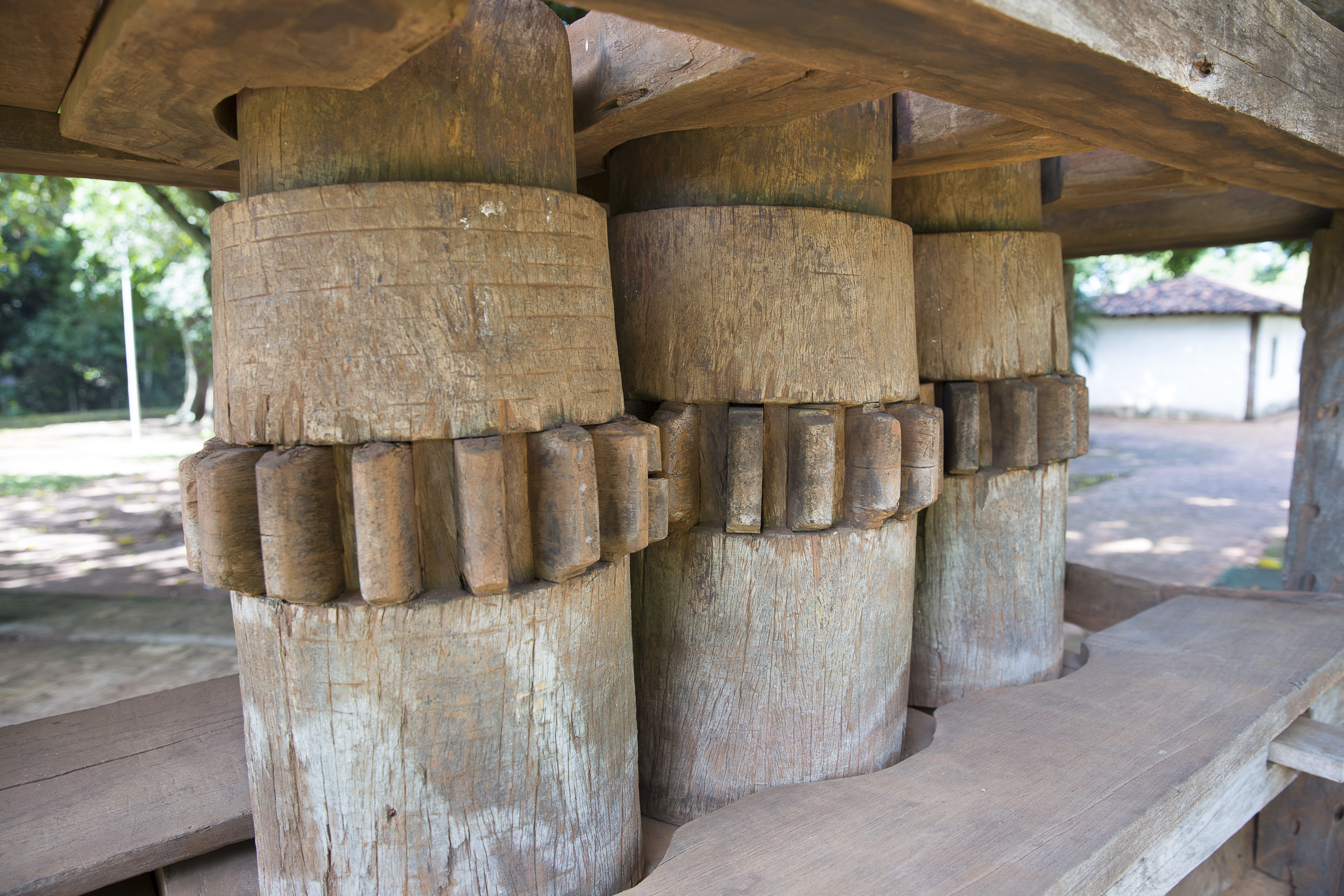
Engenho do Museu

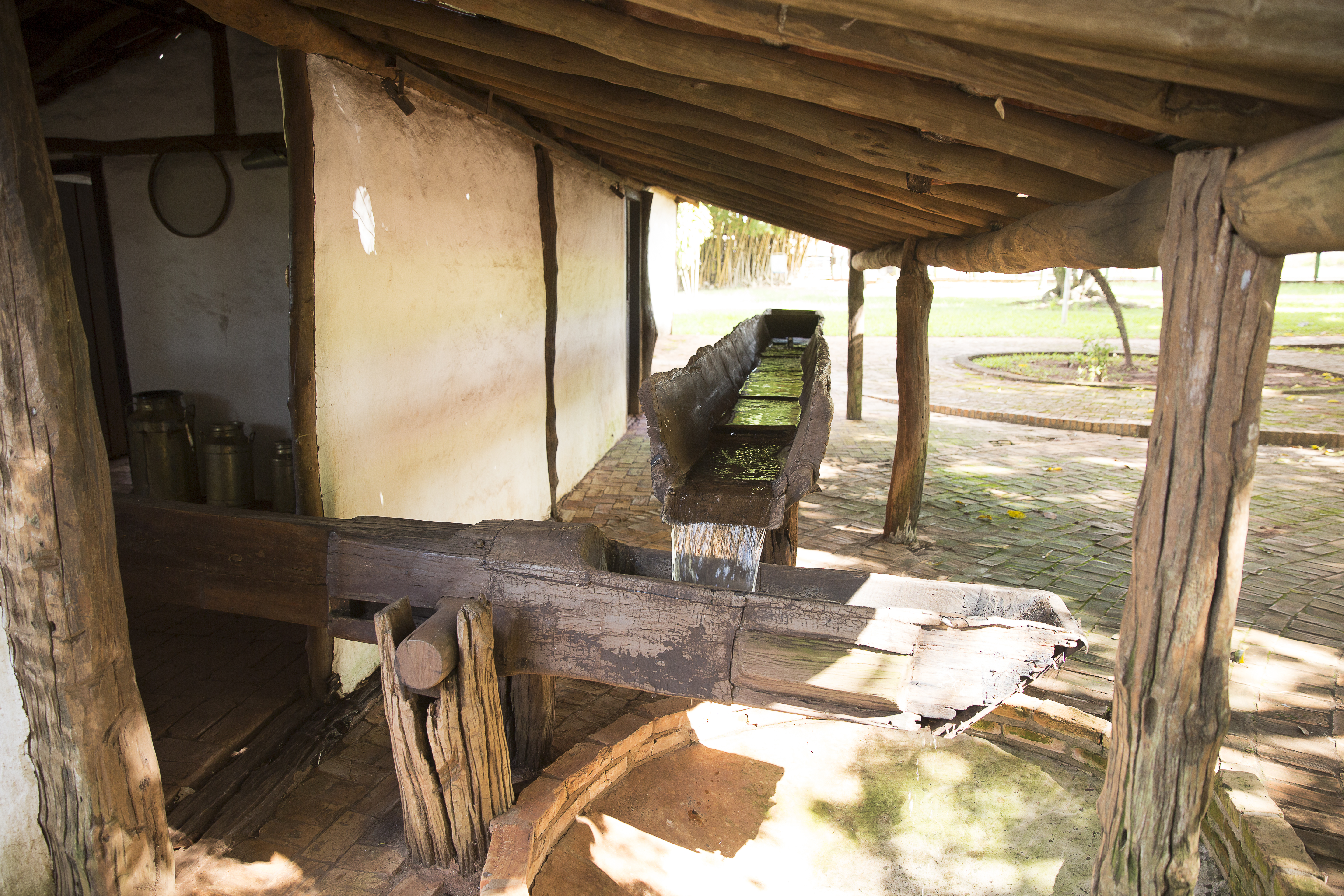
Bica d'água do Museu